# Medziholie

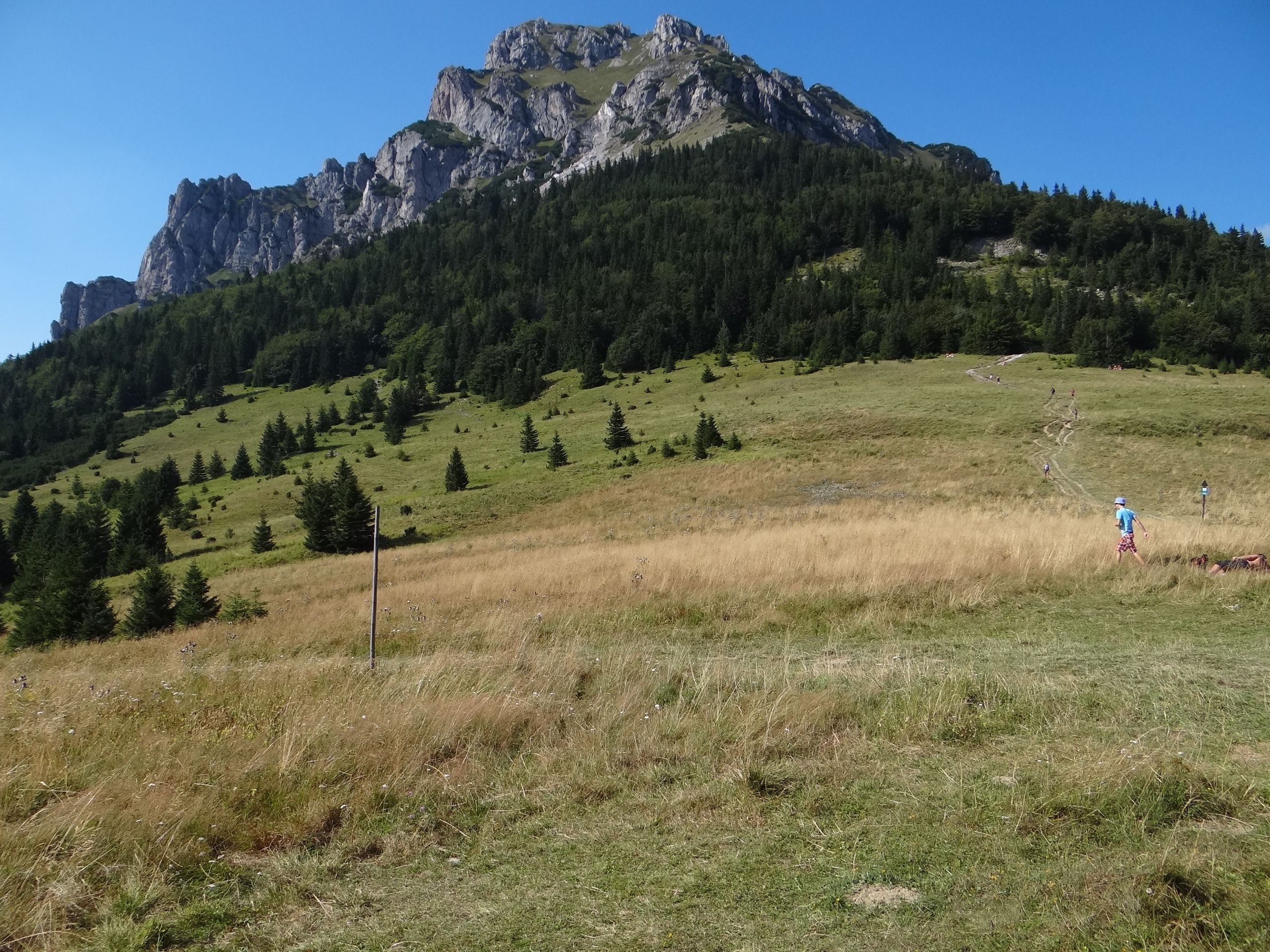
Medziholie (1 185 m) a Velký Rozsutec (1 609 m)

Medziholie (1 185 m n. m.) je sedlo v Malé Fatře na Slovensku. Nachází se v hlavním hřebeni kriváňské části pohoří mezi vrcholy Velký Rozsutec (1 609 m) na severu a Stoh (1 608 m) na jihu. Východní svahy spadají do Biele doliny, západní do Štefanové doliny. Poblíž sedla se k hlavnímu hřebeni připojuje boční hřeben kulminující vrcholem Osnica (1 363 m). Sedlo je významnou křižovatkou turistických tras. Nachází se zde dřevěný přístřešek se stolem a lavicemi. V minulosti zde stávala Chata pod Rozsutcom (vyhořela 17. ledna 1985). Kousek pod sedlem je při modré značce pramen pitné vody.

## Přístup
- po červené  značce ze Stohu nebo ze sedla Medzirozsutce
- po modré  značce z rozcestí Pod Rozsutcom nebo ze Sedla Osnice
- po zelené  značce z osady Štefanová
- po žluté  značce z rozcestí Chrbát Stohu